# 相关均衡
在賽局理論中，相關均衡是一個比眾所周知的納許均衡更普遍的解概念。數學家罗伯特·约翰·奥曼在1974年首次討論了這個問題。其思想是，每個參與者根據自己對同一公共信號的價值的私人觀察來選擇自己的行動。策略將行動分配給玩家所能觀察到的每一個可能的情況。如果沒有參與者想要偏離他們的策略(假設其他人也不偏離)，那麼信號的分佈就被稱為相關均衡。